# Hampyeong-eup
Hampyeong-eup (koreanska: 함평읍) är en köping i Sydkorea. Den är centralort i kommunen Hampyeong-gun i provinsen Södra Jeolla, i den sydvästra delen av landet, 280 km söder om huvudstaden Seoul.